# ZNF688
ZNF688 (англ. Zinc finger protein 688) – білок, який кодується однойменним геном, розташованим у людей на 16-й хромосомі. Довжина поліпептидного ланцюга білка становить 276 амінокислот, а молекулярна маса — 30 575.
| 10         |  | 20         |  | 30         |  | 40         |  | 50         |
| ---------- |  | ---------- |  | ---------- |  | ---------- |  | ---------- |
| MAPPPAPLLA |  | PRPGETRPGC |  | RKPGTVSFAD |  | VAVYFSPEEW |  | GCLRPAQRAL |
| YRDVMQETYG |  | HLGALGFPGP |  | KPALISWMEQ |  | ESEAWSPAAQ |  | DPEKGERLGG |
| ARRGDVPNRK |  | EEEPEEVPRA |  | KGPRKAPVKE |  | SPEVLVERNP |  | DPAISVAPAR |
| AQPPKNAAWD |  | PTTGAQPPAP |  | IPSMDAQAGQ |  | RRHVCTDCGR |  | RFTYPSLLVS |
| HRRMHSGERP |  | FPCPECGMRF |  | KRKFAVEAHQ |  | WIHRSCSGGR |  | RGRRPGIRAV |
| PRAPVRGDRD |  | PPVLFRHYPD |  | IFEECG     |  |            |  |            |

A: Аланін

C: Цистеїн

D: Аспарагінова кислота

E: Глутамінова кислота

F: Фенілаланін

G: Гліцин

H: Гістидин

I: Ізолейцин

K: Лізин

L: Лейцин

M: Метіонін

N: Аспарагін

P: Пролін

Q: Глутамін

R: Аргінін

S: Серин

T: Треонін

V: Валін

W: Триптофан

Задіяний у таких біологічних процесах, як транскрипція, регуляція транскрипції, альтернативний сплайсинг. 
Білок має сайт для зв'язування з іонами металів, іоном цинку, ДНК. 
Локалізований у ядрі.